# کاترین کینر
کاترین آن کینر (انگلیسی: Catherine Ann Keener؛ زادهٔ ۲۳ مارس ۱۹۵۹) بازیگر آمریکایی است. او برای به تصویر کشیدن زنان مأیوس، سودازده و غمگسار در فیلم‌های مستقل و ایفای نقش‌های مکمل در فیلم‌های استودیویی شهرت دارد. او به موجب بازی در جان مالکوویچ بودن (۱۹۹۹) و کاپوتی (۲۰۰۵) نامزد دریافت جایزهٔ اسکار بهترین بازیگر نقش مکمل زن شده‌است.
کینر نقش‌های لایو اکشن را در فیلم‌های باکره چهل‌ساله (۲۰۰۵)، به‌سوی طبیعت وحشی (۲۰۰۷)، نیویورک، جز به کل (۲۰۰۸)، پرسی جکسون و المپ‌نشینان: دزد آذرخش (۲۰۱۰) و برو بیرون (۲۰۱۷) ایفا نمود و به عنوان صداپیشهٔ در شگفت‌انگیزان ۲ (۲۰۱۸) حضور یافت. کینر الهام‌بخش کارگردان نیکول هولوفسنر بوده و در پنج فیلم او ظاهر شده‌است. او همچنین همکاری‌های متعددی با تام دی‌چیلو و اسپایک جونز داشته‌است. از سال ۲۰۱۸ تا ۲۰۲۰، کینر در مجموعهٔ تلویزیونی کمدی درام شوخی کردن به ایفای نقش پرداخت.

## فیلم‌شناسی

### فیلم
| سال  | عنوان                              | نقش                             | یادداشت                 |
| ---- | ---------------------------------- | ------------------------------- | ----------------------- |
| ۱۹۸۶ | دربارهٔ شب قبل                      | پیشخدمت                         |                         |
| ۱۹۹۰ | آتش گرفتن                          | دختر کامیون‌سوار                 |                         |
| ۱۹۹۱ | جانی سوئید                         | ایوان                           |                         |
| ۱۹۹۱ | تلما و لوییز                       | همسر هال                        |                         |
| ۱۹۹۲ | تفنگی در کیف دستی بتی لو           | سوزان                           |                         |
| ۱۹۹۳ | باشگاه گورستان                     | دختر ایستر                      |                         |
| ۱۹۹۵ | زندگی در فراموشی                   | نیکول                           |                         |
| ۱۹۹۵ | سرنوشت مارتی فاین                  |                                 |                         |
| ۱۹۹۶ | پیاده‌روی و صحبت کردن               | آملیا                           |                         |
| ۱۹۹۶ | پسرها                              | جیلی                            |                         |
| ۱۹۹۶ | جعبه مهتاب                         |                                 |                         |
| ۱۹۹۸ | خارج از دید                        | ادل                             |                         |
| ۱۹۹۸ | دوستان و همسایگانت                 | تری                             |                         |
| ۱۹۹۹ | ۸میلی‌متری                          | امی ولز                         |                         |
| ۱۹۹۹ | جان مالکوویچ بودن                  | ماکسین                          |                         |
| ۱۹۹۹ | سیمپاتیکو                          |                                 |                         |
| ۲۰۰۱ | دوست‌داشتنی و شگفت‌انگیز             | میشل مارکس                      |                         |
| ۲۰۰۲ | اقتباس                             | خودش                            | حضور افتخاری            |
| ۲۰۰۲ | مرگ بر اسموچی                      | نورا ولز                        |                         |
| ۲۰۰۲ | سیمون                              | الین                            |                         |
| ۲۰۰۵ | تصنیف جک و رز                      | کاتلین                          |                         |
| ۲۰۰۵ | مترجم                              | دات                             |                         |
| ۲۰۰۵ | باکره چهل‌ساله                      | تریش                            |                         |
| ۲۰۰۵ | کاپوتی                             | هارپر لی                        |                         |
| ۲۰۰۶ | دوستان همراه پول                   | کریستن                          |                         |
| ۲۰۰۷ | یک جنایت آمریکایی                  | گرترود بانیسزوسکی               |                         |
| ۲۰۰۷ | به‌سوی طبیعت وحشی                   | جن بورز                         |                         |
| ۲۰۰۸ | الان چه اتفاقی افتاد               | لو تارنو                        |                         |
| ۲۰۰۸ | نیویورک، جز به کل                  | ادل                             |                         |
| ۲۰۰۸ | هملت ۲                             |                                 |                         |
| ۲۰۰۸ | جنوا                               | باربارا                         |                         |
| ۲۰۰۹ | تکنواز                             | مری وستون                       |                         |
| ۲۰۰۹ | جایی که موجودات وحشی هستند         | کانی                            | همچنین تهیه‌کنندهٔ اجرایی |
| ۲۰۱۰ | لطفاً کمک کنید                      | کیت                             |                         |
| ۲۰۱۰ | سایروس                             | جیمی                            |                         |
| ۲۰۱۰ | پرسی جکسون و المپ‌نشینان: دزد آذرخش | سالی جکسون                      |                         |
| ۲۰۱۰ | اعتماد                             | لین کامرون                      |                         |
| ۲۰۱۱ | پرتقال‌ها                           | پیج                             |                         |
| ۲۰۱۲ | یک کوارتت دیرهنگام                 | جولیت گلبرت                     |                         |
| ۲۰۱۳ | غارنشینان                          | اوگا کرود                       | صداپیشه                 |
| ۲۰۱۳ | بحث کافیه                          | ماریان                          |                         |
| ۲۰۱۳ | کاپیتان فیلیپس                     | آندره‌آ فیلیپس                   |                         |
| ۲۰۱۴ | داستان جنگ                         | لی                              | همچنین تهیه‌کننده        |
| ۲۰۱۴ | دوباره شروع کن                     | میریام                          |                         |
| ۲۰۱۴ | ترانه فیل                          | سوزان پیترسون                   |                         |
| ۲۰۱۵ | عشق تصادفی                         | پم هندریکسون                    |                         |
| ۲۰۱۷ | برو بیرون                          | میسی آرمیتاژ                    |                         |
| ۲۰۱۷ | مجرم‌های نوامبر                     | فیونا                           |                         |
| ۲۰۱۸ | شگفت‌انگیزان ۲                      | ایولین دیوور / محافظ صفحه نمایش | صداپیشه                 |
| ۲۰۱۸ | سیکاریو: روز سرباز                 | سینتیا فواردز                   |                         |
| ۲۰۲۰ | غارنشینان: عصر جدید                | اوگا کرود                       | صداپیشه                 |
| ۲۰۲۱ | بدون آینده                         | کلر                             |                         |
| ۲۰۲۲ | پروژه آدام                         | ماریا سوریان                    |                         |
| ۲۰۲۴ | جوکر: جنون دو نفر                  |                                 | فیلمبرداری              |

### تلویزیون
| سال       | عنوان                                | نقش                | یادداشت        |
| --------- | ------------------------------------ | ------------------ | -------------- |
| ۱۹۹۲      | ساینفلد                              | نینا وست           | قسمت: «نامه»   |
| ۱۹۹۶      | اگر این دیوارها می‌توانستند صحبت کنند | بکی                | فیلم تلویزیونی |
| ۲۰۲۰–۲۰۱۸ | شوخی کردن                            | دیردری «دیدی» پررا | ۲۰ قسمت        |
| ۲۰۱۸      | فوراور                               | کس                 | ۵ قسمت         |
| ۲۰۱۹      | عشق امروزی                           | جولی               | ۲ قسمت         |

## جوایز و نامزدی‌ها
| سال  | جایزهٔ                     | دسته‌بندی                                                    | کار                        | نتیجه    |
| ---- | ------------------------- | ----------------------------------------------------------- | -------------------------- | -------- |
| ۱۹۹۹ | اسکار                     | بهترین بازیگر نقش مکمل زن                                   | جان مالکوویچ بودن          | نامزدشده |
| ۲۰۰۵ | اسکار                     | بهترین بازیگر نقش مکمل زن                                   | کاپوتی                     | نامزدشده |
| ۱۹۹۹ | گلدن گلوب                 | بهترین بازیگر نقش مکمل زن                                   | جان مالکوویچ بودن          | نامزدشده |
| ۲۰۰۸ | گلدن گلوب                 | بهترین بازیگر زن – مجموعه تلویزیونی کوتاه یا فیلم تلویزیونی | یک جنایت آمریکایی          | نامزدشده |
| ۲۰۰۶ | بفتا                      | بهترین بازیگر نقش مکمل زن                                   | کاپوتی                     | نامزدشده |
| ۲۰۰۸ | امی                       | بهترین بازیگر زن در مجموعه تلویزیونی کوتاه یا فیلم          | یک جنایت آمریکایی          | نامزدشده |
| ۱۹۹۹ | جایزه انجمن بازیگران فیلم | بهترین بازیگر نقش مکمل زن                                   | جان مالکوویچ بودن          | نامزدشده |
| ۱۹۹۹ | جایزه انجمن بازیگران فیلم | گروه بازیگران برجسته در یک فیلم سینمایی                     | جان مالکوویچ بودن          | نامزدشده |
| ۲۰۰۵ | جایزه انجمن بازیگران فیلم | بهترین بازیگر نقش مکمل زن                                   | کاپوتی                     | نامزدشده |
| ۲۰۰۵ | جایزه انجمن بازیگران فیلم | گروه بازیگران برجسته در یک فیلم سینمایی                     | کاپوتی                     | نامزدشده |
| ۲۰۰۷ | جایزه انجمن بازیگران فیلم | بهترین بازیگر نقش مکمل زن                                   | به‌سوی طبیعت وحشی           | نامزدشده |
| ۲۰۰۷ | جایزه انجمن بازیگران فیلم | گروه بازیگران برجسته در یک فیلم سینمایی                     | به‌سوی طبیعت وحشی           | نامزدشده |
| ۲۰۱۷ | جایزه انجمن بازیگران فیلم | گروه بازیگران برجسته در یک فیلم سینمایی                     | برو بیرون                  | نامزدشده |
| ۱۹۹۹ | ساترن                     | بهترین بازیگر نقش اول زن                                    | جان مالکوویچ بودن          | نامزدشده |
| ۲۰۰۹ | ساترن                     | بهترین بازیگر نقش اول زن                                    | جایی که موجودات وحشی هستند | نامزدشده |
| ۱۹۹۹ | ستلایت                    | بهترین بازیگر نقش مکمل زن – فیلم سینمایی                    | جان مالکوویچ بودن          | پیروز    |
| ۲۰۰۲ | ستلایت                    | بهترین بازیگر زن – فیلم موزیکال یا کمدی                     | دوست‌داشتنی و شگفت‌انگیز     | نامزدشده |
| ۲۰۱۱ | ستلایت                    | بهترین بازیگر زن – فیلم موزیکال یا کمدی                     | لطفاً کمک کنید              | نامزدشده |
| ۱۹۹۲ | ایندیپندنت اسپیریت        | بهترین بازیگر نقش اول زن                                    | جانی سوئید                 | نامزدشده |
| ۱۹۹۶ | ایندیپندنت اسپیریت        | بهترین بازیگر نقش اول زن                                    | پیاده‌روی و صحبت کردن       | نامزدشده |
| ۲۰۰۲ | ایندیپندنت اسپیریت        | بهترین بازیگر نقش اول زن                                    | دوست‌داشتنی و شگفت‌انگیز     | نامزدشده |
| ۲۰۰۸ | ایندیپندنت اسپیریت        | جایزهٔ رابرت آلتمن                                           | نیویورک، جز به کل          | پیروز    |
| ۲۰۰۸ | گاتهام                    | بهترین گروه بازیگران                                        | نیویورک، جز به کل          | پیروز    |
| ۲۰۱۰ | گاتهام                    | بهترین گروه بازیگران                                        | لطفاً کمک کنید              | نامزدشده |